# 드로소필룸
드로소필룸(Drosophyllum lusitanicum, 포르투갈끈끈이주걱)은 석죽목에 속하는 단형 과인 드로소필룸과(Drosophyllaceae)의 단형 속인 드로소필룸속(Drosophyllum)에 속하는 식충식물의 하나이다. 겉모양은 근연속(近緣屬) 끈끈이귀개속, 그리고 좀 더 멀리 떨어진 비블리스속과 비슷하다.
포르투갈끈끈이주걱은 지중해 서쪽 지역(포르투갈, 스페인 그리고 모로코)에 자생하며, 건조한 알칼리 토양에서 드물게 자라는 식충식물 중의 하나이다.

## 분류

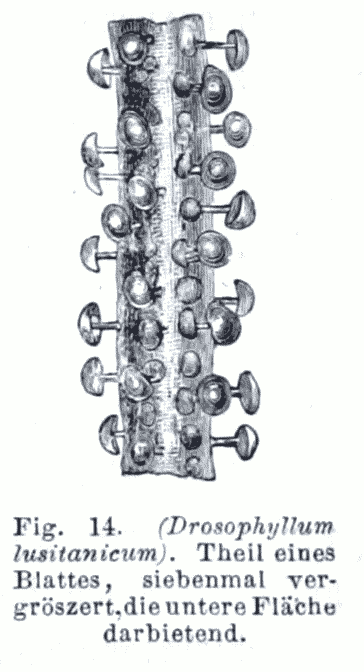
점액질 분비 샘에 관한 다윈의 삽화

APG 분류 체계(1998년)와 APG II 분류 체계(2003년)는 드로소필룸과를 핵심진정쌍떡잎식물군의 석죽목으로 분류했다. 포르투갈끈끈이귀개는 이전에는 항상 끈끈이귀개과에 포함시켜 왔는데, 그 이유는 이 식물이 다수의 끈끈이귀개과 식물이 곤충을 잡는 방식을 사용하기 때문이다. 최근의 분자생물학 및 생화학적 증거(AP-웹사이트 참조)들은 석죽목 내의 모든 식충식물성 분류(끈끈이귀개과, 드로소필룸과, 벌레잡이풀과, 트리피오필룸 펠타툼) 모두를 식충식물만으로 구성되는 것이 아닌 안키스트로클라투스과와 같은 일부 비-식충식물들도 함께 같은 분류군에 속하는 것으로 시사하고 있다.

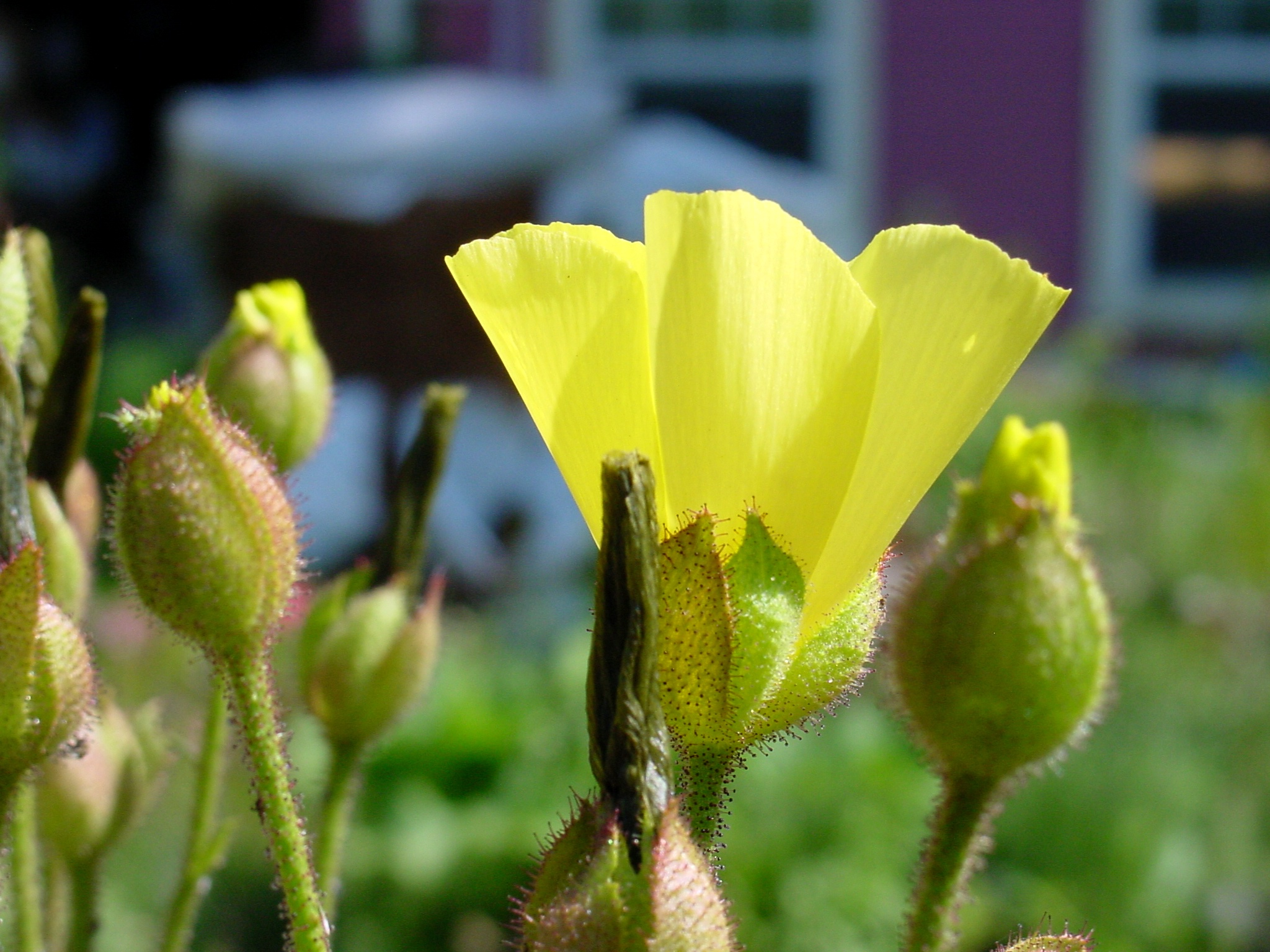
Drosophyllum lusitanicum 꽃
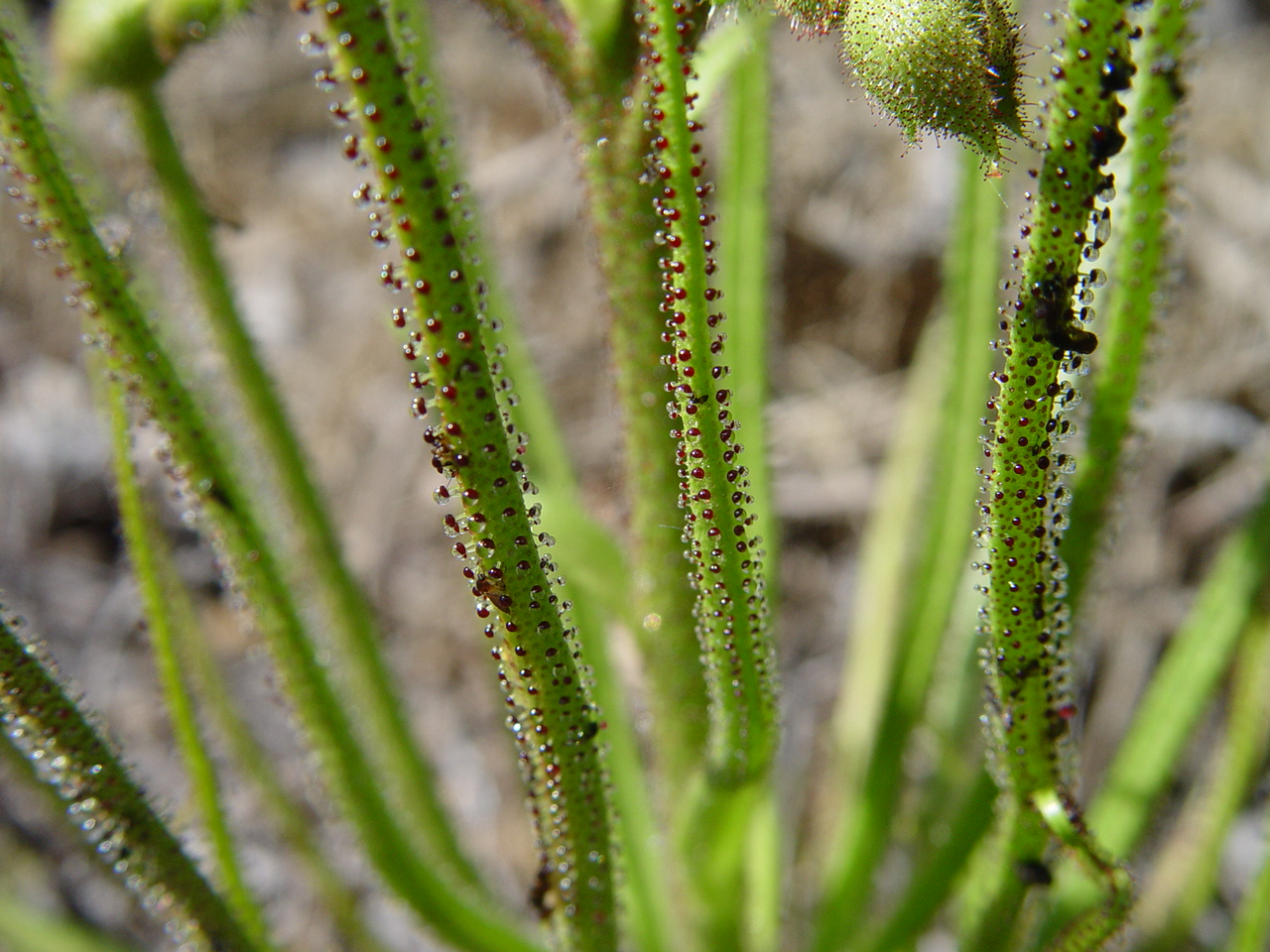
잎(상세)